# Премия Кёрбера
Премия Кёрбера (нем. Körber-Preis für die Europäische Wissenschaft) — научная награда Фонда Кёрбера. Ее концепция разработана Куртом Кёрбером, Раймаром Люстом и Хайнцем Штаабом. Вручается ежегодно с 1985 года за научные проекты, проведённые в Европе. На момент первой церемонии награждения денежная составляющая в 3,5 раза превышала размер Нобелевской премии, но делилась на большую группу учёных. С 2005 присуждается ежегодно только одному исследователю. В четные годы присуждается исследователю в области наук о жизни, в то время как в нечетные годы присуждается ученому-физику (в математике, информатике или физике и т. д.).
Ныне в денежном выражении она составляет 1 миллион евро. Премией награждены 8 лауреатов Нобелевской премии. Считается одной из наиболее престижных европейских научных наград, является единственной крупной научной премией с явно европейской направленностью.

## Лауреаты
- 1985: Вальтер Брендель[нем.], Михаэль Делиус, Георг Эндерс, Йозеф Холль, Густав Паумгартнер[нем.], Тильман Зауэрбрух[нем.]
- 1985: Теодор Балевски, Румен Бачваров, Эмиль Момчилов, Драган Ненов, Рангель Цветков
- 1986: Жан-Клод Глюкман, Свен Хаар, George Janossy, Давид Клацманн,  Люк Монтанье, Paul Ràcz[нем.]
- 1987: Карл-Хайнц Херрманн, Фридрих Ленц, Ханнес Лихте[нем.], Готфрид Мёлленштедт[нем.]
- 1987: Riitta Hari[нем.], Матти Крусиус[нем.], Олли Лоунасмаа, Martti Salomaa
- 1988: Alfons Buekens, Василий Викторович Драгалов,  Вальтер Камински[англ.], Hansjörg Sinn[нем.]
- 1989: Кристиан Брунольд, Юрий Юрьевич Глеба, Lutz Nover, J. David Phillipson, Elmar Weiler[нем.], Meinhart H. Zenk[нем.]
- 1990: Lennart Bengtsson[нем.], Берт Болин, Клаус Хассельман
- 1991: Lars Ehrenberg, Dietrich Henschler[нем.], Вернер Лутц, Ханс-Гюнтер Нойманн
- 1992: Philippe Behra, Вольфганг Кинцельбах, Людвиг Люкнер[нем.], Рене Шварценбах[нем.], Laura Sigg
- 1993: Феликс Леонидович Черноусько, François Clarac, Holk Cruse[нем.], Фридрих Пфайффер[нем.]
- 1994: Dénes Dudits, Dirk Inzé, Анн Мари Ламберт, Хорст Лёрц
- 1995: Рудольф Аманн, Эрик Бетгерр, Ульф Гёбель, Бо Баркер Йоргенсен, Niels Peter Revsbech, Karl-Heinz Schleifer[нем.], Жири Ваннер
- 1996: Пьер Шарль-Доминик, Антуан Клиф, Герхард Готтсбергер, Берт Холлдоблер, Karl E. Linsenmair, Ulrich Lüttge[нем.]
- 1996: Майкл Эшби, Ив Бреше, Мишель Раппа
- 1997: Павел Киселёв, Клаус Раевски[нем.], Харальд фон Бёмер
- 1998: Werner Heil, Michèle Leduc, Эрнст-Вильгельм Оттен[нем.], Манфред Телен
- 1998: Генри Балтес, Вольфганг Гепль, Массимо Рудан
- 1999: Bernd Kröplin[нем.], Пер Линдштранд, Джон Эдриан Пайл, Michael André Rehmet
- 2000: Родни Даглас, Amiram Grinvald, Randolf Menzel[нем.], Wolf Singer[нем.], Christoph von der Malsburg[нем.]
- 2001: Вольф-Бернд Фроммер, Rainer Hedrich[нем.], Энрико Мартинойа, Дейл Сандерс, Норберт Зауэр
- 2002: Mark W. J. Ferguson, Jeffrey A. Hubbell, Cay M. Kielty, Бьорн Старк, Майкл Уокер
- 2003:  Бернард Феринга, Martin Möller[нем.], Джастин Моллой, Ник ван Хюльст
- 2004: Маркус Аэби[нем.], Thierry Hennet, Jaak Jaeken, Людвиг Леле, Герт Матийс, Курт фон Фигура[нем.]
- 2005: Филип Расселл[нем.]
- 2006:  Франц-Ульрих Хартль
- 2007: Петер Зеэбергер[нем.]
- 2008: Мария Бласко[нем.]
- 2009:  Андрей Константинович Гейм
- 2010: Иржи Фримль[чеш.]
- 2011:   Штефан Хелль
- 2012: Маттиас Манн[нем.]
- 2013: Иммануил Блох
- 2014:  Мэй-Бритт Мозер,  Эдвард Мозер
- 2015: Никола Спалдин
- 2016: Ханс Клеверс
- 2017: Карстен Данцман
- 2018: Сванте Паабо
- 2019: Бернхард Шёлькопф
- 2020: Ботонд Роска[нем.]
- 2021: Клэр Грей[англ.]
- 2022: Энтони Хайман[4]
- 2023: Корделия Шмид[5]
- 2024: Эрин Шуман[5]